# Estación Cosquín
Cosquín es una estación de ferrocarril ubicada en la ciudad de Cosquín, departamento Punilla, provincia de Córdoba, Argentina.

## Servicios
Es una de las estaciones terminales del servicio interurbano que presta la empresa estatal Trenes Argentinos Operaciones entre esta estación, la reabierta Capilla del Monte y Alta Córdoba, del denominado Tren de las Sierras. Presta dos servicios ida y vuelta cada día hábil como también sábados y domingos entre cabeceras y otros dos servicios entre ésta y Valle Hermoso.
Las vías por donde correr el servicio, corresponden al Ramal A1 del Ferrocarril General Belgrano.

## Imágenes

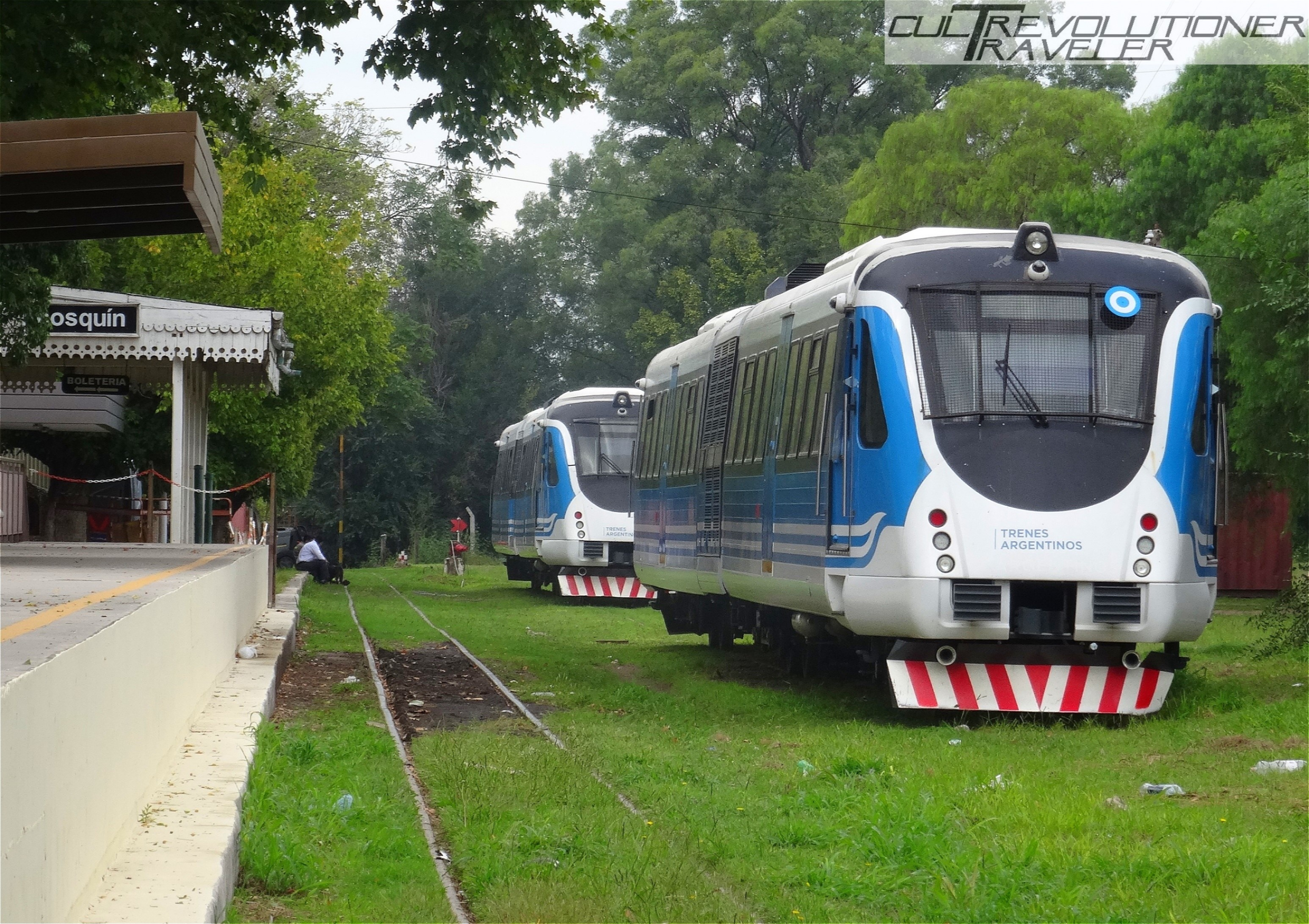
Estación Cosquín